# Sappata
Sappata (nep. सपाटा) – gaun wikas samiti w zachodniej części Nepalu w strefie Seti w dystrykcie Bajura. Według nepalskiego spisu powszechnego z 2011 roku liczył on 998 gospodarstw domowych i 6171 mieszkańców (3139 kobiet i 3032 mężczyzn).